# Leonardo de Porto Maurício
Leonardo de Porto Maurício (italiano: Leonardo da Porto Maurizio), nascido Paolo Girolamo Casanova (20 de dezembro de 1676 - 26 de novembro de 1751), foi um religioso italiano da Ordem dos Frades Menores (franciscano), pregador e escritor ascético, idealizador e promotor da prática da Via Crucis. Foi beatificado em 1796 e proclamado santo em 1867 pelo papa Pio IX. Autor de um dos mais famosos sermões de todos os tempos da cristandade: "O pequeno número dos que se salvam."

## Vida
São Leonardo, o grande missionário do século XVIII, como lhe chamou Santo Afonso Maria de Ligório, nasceu na antiga comuna de Porto Maurício (em homenagem a Maurício de Tebas|São Maurício]], atual Impéria, perto de Gênova, Itália, a 20 de dezembro de 1676. Aconteceu que Leonardo perdeu muito cedo sua mãe, tendo sido criado e educado pelo seu tio. Encontrou cedo sua vocação ao Sacerdócio, por isso, ao renunciar a si mesmo, foi para Roma formar-se no Colégio da Companhia de Jesus. Por causa da sua inocência e sólida virtude, conquistou a simpatia e a alta consideração de seus superiores, que nele viam outro angélico Luís Gonzaga. Entrou para a Ordem Franciscana, no Convento de São Boaventura, e com 26 anos já era Padre.
Começou a vivenciar toda a riqueza do Evangelho e a radicalidade típica dos imitadores de Francisco, por isso ocupou posições cada vez maiores no serviço à Ordem, à Igreja e para com todos. Devoto da Virgem Maria, que lhe salvou a vida num tempo de incurável doença (tuberculose), São Leonardo de Porto Maurício era devotíssimo do Sagrado Coração de Jesus na forma da adoração ao Jesus Eucarístico.
Foi, no século XVIII, o grande apóstolo do santo exercício da Via-Sacra. Era um grande amante da pobreza radical e franciscana. Toda a vida, penitências e orações de São Leonardo convergiam para a salvação das almas. Era tal a unção, a caridade ardente e o entusiasmo que repassava em suas pregações, que o célebre orador Bapherini, encanecido já no exercício da palavra, sendo enviado por Clemente XII a ouvir os sermões de Leonardo para depois o informar a este respeito, desempenhou-se da sua missão dizendo “que nunca ouvira pregador mais arrebatador, que o efeito de seus discursos era irresistível, que ele próprio não pudera reter as lágrimas”. São Leonardo era digno sucessor de Santo Antônio de Lisboa, de São Bernardino de Sena e de São João Capistrano.
O próprio Pontífice Bento XIV quis ouvir o famoso missionário, e para isso chamou-o a Roma, em 1749, a fim de preparar os fiéis para o Ano Santo. Depois de derramar-se por Deus e pelos outros, São Leonardo de Porto Maurício, não se tornou mártir, como tão desejava, mas deu toda sua vida no dia-a-dia até adoecer e entrar no Céu a 26 de novembro de 1751, no Convento de São Boaventura, em Roma, onde, 54 anos antes, se consagrara ao Senhor sob o burel de São Francisco. Não se limitou apenas à pregação o ilustre missionário de Porto Maurício; deixou também vasta coleção de escritos, publicados a princípio isoladamente, e reunidos depois numa grande edição, que prolonga no futuro a sua prodigiosa ação missionária, não apenas dentro das fronteiras da Itália, mas cujo âmbito é todo o mundo civilizado, pelas traduções feitas em quase todas as línguas cultas. Estes escritos constituem, em geral, um rico tesouro de verdades ascéticas e ensinamentos morais e homiléticos.
São Leonardo foi diretor espiritual de Maria Clementina Sobieska, casada com Jaime Francisco Eduardo Stuart e pretendente ao trono britânico e reconhecida como rainha da Inglaterra pelo papado.